# Lomandra juncea
Lomandra juncea är en sparrisväxtart som först beskrevs av Ferdinand von Mueller, och fick sitt nu gällande namn av Alfred James Ewart. Lomandra juncea ingår i släktet Lomandra och familjen sparrisväxter. Inga underarter finns listade i Catalogue of Life.